# Lepilemur grewcockorum
Il lepilemure di Grewcock (Lepilemur grewcockorum) è una specie di lemure recentemente scoperta endemica del Madagascar.
Deve il nome della specie ai coniugi Bill e Berniece Grewcock, finanziatori della missione di ricerca durante la quale questo animale fu scoperto.

## Descrizione
Misura 55–63 cm di lunghezza, dei quali, circa metà spettano alla coda.
Il pelo è grigio scuro nella zona dorsale, mentre la zona ventrale è biancastra, così come l'area fra gli occhi, i piedi ed il muso: il quarto anteriore è più scuro rispetto a quello posteriore e sugli avambracci possono essere presenti sfumature ramate. Dalla nuca parte una striscia scura che raggiunge il posteriore, ma non prosegue sulla coda, che è grigio-bruna o bruna, a volte con la punta bianca.
La testa è arrotondata, le orecchie rotonde ed attaccate lateralmente rispetto al cranio e gli occhi sono piccoli e marroni.

## Distribuzione
L'areale di questa specie è ristretto a un'area di foresta decidua secca del Madagascar nord-occidentale (Provincia di Mahajanga), tra Ambongabe e Anjiamangirana I (15°09′24.6″S 47°44′06.2″E), area delimitata a nord dal fiume Maevarano e a sud dal fiume Sofia.